# Eisenbahnunfall von Ghotki
Bei dem Eisenbahnunfall von Ghotki fuhr am 8. Juni 1991 ein Schnellzug im Bahnhof von Ghotki, in der Provinz Sindh, in Pakistan, auf einen dort stehenden Zug auf. Mehr als 100 Menschen starben.

## Ausgangslage
Ein mit 800 Reisenden besetzter Schnellzug war von Karatschi nach Islamabad unterwegs. Im Bahnhof von Ghotki stand auf dem Durchfahrgleis ein Güterzug oder nach anderen Quellen ein anderer Schnellzug, der dort zum Halten gekommen war.
Ob das Einfahrsignal des Bahnhofs „Halt“ zeigte und der Lokomotivführer es regelwidrig überfuhr, oder ob es versehentlich die Fahrt frei gab, benennen die Quellen nicht. Unfallursache soll die Fahrlässigkeit des Bahnpersonals gewesen sein.
In die Trümmer fuhr danach ein Gegenzug.

## Folgen
Mindestens 100 Menschen starben, mehrere hundert wurden darüber hinaus verletzt.